# Distretto di Ballia
Ballia è un distretto dell'India di 2 752 412 abitanti. Capoluogo del distretto è Ballia.